# Sagisu

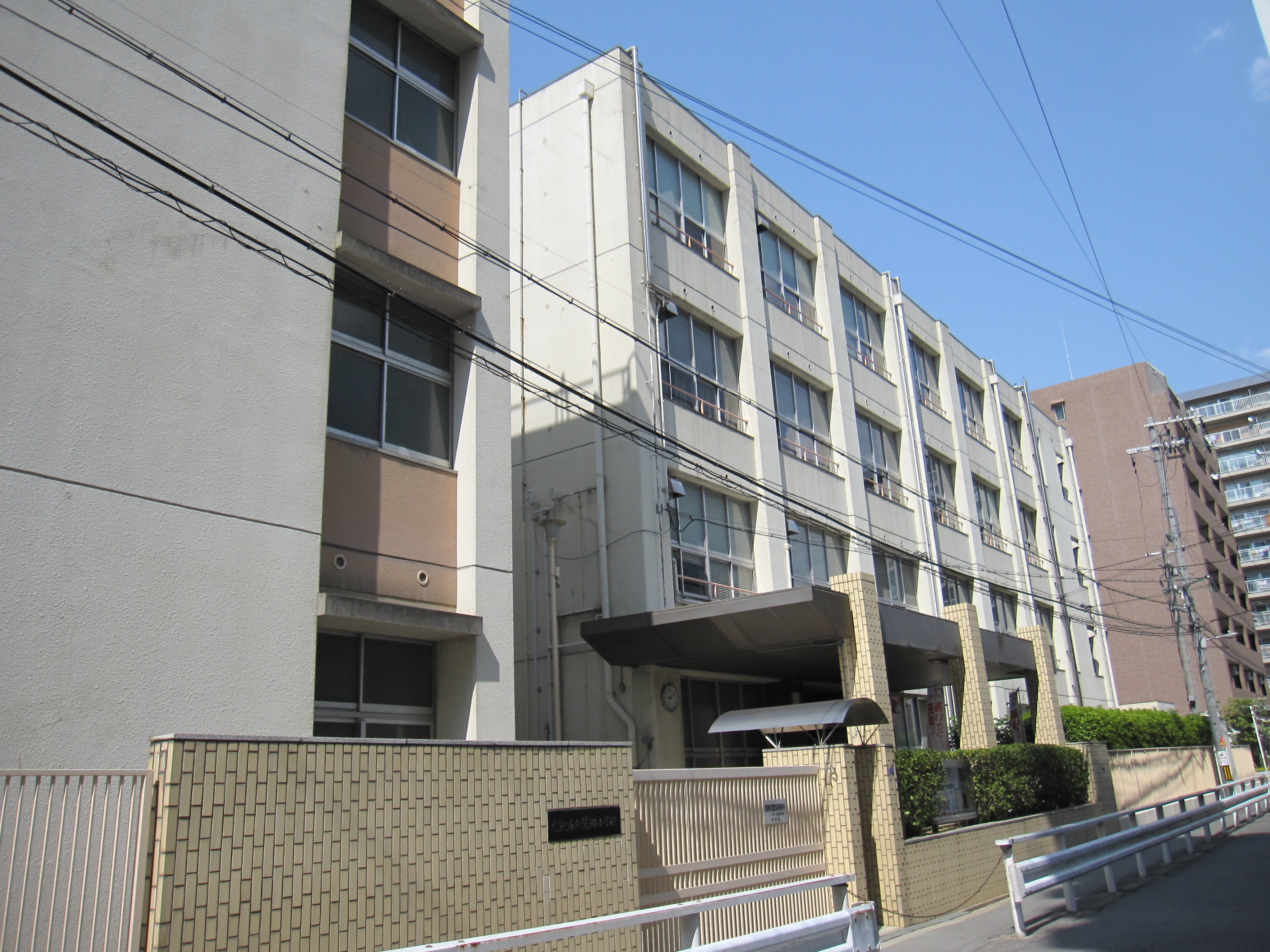
Escola primària de Sagisu

Sagisu (鷺洲) és un barri del districte urbà de Fukushima, a la ciutat d'Osaka, capital de la prefectura homònima, a la regió de Kansai, Japó. En el passat, Sagisu també fou un municipi.

## Geografia
El barri de Sagisu està situat al nord del districte de Fukushima, al centre d'Osaka. Sagisu limita a l'oest amb el barri d'Ebie, amb Yoshino al sud, amb Fukushima a l'est i amb Ōyodo-Minami, al districte de Kita, al nord.

### Sub-barris
El barri compta amb sis sub-barris:
- Sagisu 1 chōme (鷺洲一丁目)
- Sagisu 2 chōme (鷺洲二丁目)
- Sagisu 3 chōme (鷺洲三丁目)
- Sagisu 4 chōme (鷺洲四丁目)
- Sagisu 5 chōme (鷺洲五丁目)
- Sagisu 6 chōme (鷺洲六丁目)

## Història
En el passat, la zona on es troba l'actual barri era un terreny arenós a la vora del riu Yodo. Des de 1889 fins a 1925 l'àrea va formar part d'una vila del mateix nom.

## Demografia
| 1920 | 1930  | 1940   | 1950   | 1960 | 1970 | 1980 |
| ---- | ----- | ------ | ------ | ---- | ---- | ---- |
| ND   | ND    | ND     | ND     | ND   | ND   | ND   |
| 1990 | 2000  | 2010   | 2020   | 2030 | 2040 | 2050 |
| ND   | 9.023 | 10.991 | 13.177 | -    | -    | -    |

## Transport
Al barri no hi ha cap estació de ferrocarril.

### Carretera
- Autopista Hanshin
- Nacional 2